# وارا (لارستان)
وارا (بالفارسية: ورا) (بالإنجليزية: Vara)‏، قرية في ناحية عوض (بالفارسية: بخش اوز)، قسم فيشور الريفي، مقاطعة لارستان، محافظة فارس، إيران. سُجلت في إحصاء عام 2006 ميلادية ولم تسجل أي معلومات عن عدد سكانها.